# 김민경 (1981년 5월)
김민경(1981년 5월 9일 ~ 2010년 6월 3일)은 대한민국의 배우이다.

## 사망
2008년 위암 진단을 받고 투병하다가 2010년 29세의 나이로 세상을 떠났다.

## 학력
- 단국대학교 연극영화학과 (졸업)

## 연기 활동

### 드라마
- 2001년 KBS  청소년드라마 《학교4》...심명애 역
- 2002년 MBC 수목드라마 《네 멋대로 해라》
- 2002년 KBS2 단막극 《KBS 드라마시티 - 홍시》 ... 연이 역
- 2003년 KBS1 대하드라마 《제국의 아침》 ... 경화궁부인 임씨 역
- 2003년 MBC 월화드라마 《다모》 ... 수명 역
- 2003년 KBS2 수목드라마 《로즈마리》 ... 부잣집 딸 역
- 2004년 MBC 아침드라마 《성녀와 마녀》 ... 안수미 역

### 영화
- 2000년 《단적비연수》 ... 진 역
- 2002년 《스물넷》 ... 구청여직원 역
- 2002년 《밀애》 ... 영우 역
- 2004년 《내 사랑 싸가지》 ... 하영 친구 역
- 2004년 《DMZ, 비무장지대》 ... 다방 레지 역
- 2008년 《울학교 이티》

## 광고
- SK텔레콤 - 기업PR